# GTA (banda)
GTA (acrónimo de Good Times Ahead) es un dúo de disc jockeys y productores estadounidenses oriundos de Miami integrado por Julio Mejía (nacido el 8 de diciembre de 1990) y Matt Toth (nacido el 22 de agosto de 1990). Sus producciones son clasificadas como electro house, en el que incorporan elementos del hip hop, trap mezclado con sonidos latinos. Luego de editar producciones con el respaldo de Laidback Luke en 2011, el dúo llamó la atención de Diplo, quien los incluyó en su EP Express Yourself del 2012. Fueron invitados como artistas soporte por Rihanna para su gira mundial Diamonds en 2013, junto a Calvin Harris y Tiësto en su gira mundial "Greater Than", y han encabezado su propia gira Death To Genres y Goons Take America.
Más allá de actuar como GTA, Julio y Matt tienen proyectos de forma individual. Bajo los alias solistas conocidos como JWLS y Van Toth, respectivamente, ambos han lanzado varias producciones y remixes originales. Julio como JWLS, produjo remezclas para A-Trak, Danny Brown y otros, mientras que Matt como Van Toth incluye remezclas para Gina Turner.

## Trayectoria musical
Julio Mejía y Matt Toth nacidos y criados al sur de la Florida, se conocieron a través de las redes sociales en 2010, cuando un amigo en común los presentó en Facebook. Comenzaron su carrera como DJ pinchando en bares y fiestas universitarias en el sur de la Florida. Inicialmente se presentaban bajo el nombre Grand Theft Audio y decidieron por su abreviatura, GTA. El dúo más tarde adoptó un nuevo significado a las siglas, el cual definieron a GTA como Good Times Ahead.
Entre finales de 2011 y principios de 2012, lanzaron algunas remezclas y producciones para MixMash, la discográfica de Laidback Luke. Posteriormente fueron incluidos en el EP Express Yourself de Diplo y lanzaron su EP debut, People Boots por Rising Music, la discográfica de Chris Lake. En 2013, produjeron remezclas para deadmau5, Kaskade entre otros, mientras se destacan colaboraciones con Diplo en «Boy Oh Boy», «Hit It» junto a Henrix & Digital LAB y «Turn It Up» junto a Dimitri Vegas, Like Mike y Wolfpack.
En 2014 lanzan «Hard House», una pista con influencias del hip hop. En 2015 colaboraron en el éxito internacional «Intoxicated» junto a Martin Solveig, alcanzando el número 5 en la lista de éxitos del Reino Unido, e ingresando en las listas más importantes de Europa. Se convirtió en tema house más vendido en Beatport del año.
Lanzaron tres EPs con el nombre de Death to Genres en 2015. El volumen 1 se lanzó en marzo con la aparición de artistas destacados como Paul Wall, Valentino Khan, TJR entre otros, seguida de una edición remezclada conocido como Vol. 1.5 en agosto, y su secuela DTG Vol. 2 en noviembre.
También en noviembre de 2015, GTA lanza la remezcla de Skrillex de su producción original «Red Lips». El video musical fue realizado en colaboración con Apple Música y fue dirigido por Grant Singer.
En octubre de 2016 lanzaron su primer álbum de larga duración titulado Good Times Ahead.

## Discografía

### Álbumes
En estudio
- Good Times Ahead (2016)
- Good Times Bad Times at HARD Summer (2019)

Extended Plays
- People Boots EP (2012)
- Ai Novinha EP (2013)
- DTG, VOL. 1 (2015)
- DTG, VOL. 1.5 (2015)
- DTG, VOL. 2 (2015)
- DTG, VOL. 3 (2018)
- La Nueva Clasica (2018)
- La Nueva Clasica (Remixes) (2019)

### Sencillos
2010
- Signal Failure (junto a Padded Cell)

2011
- U&I / Next to Us [Mixmash Records]

2012
- Move Around (junto a Diplo y Elephant Man) [Mad Decent]
- People Boots / Devoid [Rising Music]
- Shake Dem [Mad Decent]
- Booty Bounce (con DJ Funk) [Mad Decent]

2013
- Ai Novinha [Mixmash Records]
- Alerta [T & A Records]
- Hit It! (con Henrix y Digital LAB) [Size Records]
- Jet Blue Jet (junto a Major Lazer, Leftside, Razz y Biggy) [Mad Decent]
- Landline (con A-Trak) [Fool's Gold Records]
- Turn It Up (con Dimitri Vegas, Like Mike y Wolfpack) [Musical Freedom]
- The Crowd [Fly Eye Records]
- Boy Oh Boy (con Diplo) [Mad Decent]
- Bola [Fly Eye Records]

2014
- Hard House (con Juyen Sebulba) [Three Six Zero Music]

2015
- Intoxicated (con Martin Solveig) [Spinnin' Deep]
- Mic Check (con TJR)
- Prison Riot (con Flosstradamus & Lil Jon) [Fool's Gold]
- Hell Of A Night (con Sandro Silva)
- Red Lips (con Sam Bruno) (Skrillex Remix) [OWSLA]

2016
- The Chase (junto a Laidback Luke con Aruna) [Mixmash Records]
- Help Me! (Star Wars Headspace) [Hollywood Records]
- Get It All (con Wax Motif) [Warner Bros. Records]
- Feel It (junto a What So Not con Tunji Ige) [Warner Bros. Records]
- Little Bit of This (con Vince Staples) [Warner Bros. Records]
- All Caught Up (con Tinashe) [Warner Bros. Records]

2017
- Hold On to Me (con Yellow Claw) [Mad Decent]
- Fiya Blaza (DVBBS & GTA con Chris Marshall) [Kanary]
- Buyaka (Falcons & GTA con Stush) [Fool's Gold Records]

2018
- Talkin' Bout (con Dyro) [Spinnin' Records]
- Something Like
- Buscando (con Jenn Morel)[8]

2019
- "Work It Out" (junto a Party Favor)[9]
- "Fk It"[10]

2020
- "Bmb" (junto a Fight Clvb)[11]
- "Quando Toca Essa"[12]
- "Let Go" (junto a Tony Romera)[13]
- "MMXX - X" (junto a Diplo)
- "Pshet"[14]
- "No Time" (junto a Will K)[15]

2021
- "So Good"[16]
- "La Fiesta"[17]

### Remixes
2011
- CZR, Paul Anthony & ZXX – Understand (GTA Remix)
- Famous Figures vs Suspect – Got To Dance (GTA Remix)
- Laidback Luke vs Example – Natural Disaster (GTA Remix)
- Blink, Gianni Marino & Metsi – Bahasa (GTA Remix)

2012
- Laidback Luke, Arno Cost & Norman Doray – Trilogy (GTA Bigroom Mix)
- Breakdown – F_ckin’ Lose It (GTA Remix)
- Silver Medallion – Stay Young (GTA Remix)
- Clockwork – BBBS (GTA Remix)
- Michael Woods feat. Duvall – Last Day On Earth (GTA Remix)

2013
- Congorock & Stereo Massive ft. Sean Paul – Bless Di Nation (GTA Remix)
- deadmau5 & Wolfgang Gartner – Channel 42 (GTA Remix)
- Bajofondo – Pide Piso (GTA Remix)
- The Bloody Beetroots feat. Tai & Bart B More – Spank (GTA Remix)
- Kaskade & Deadmau5 – Move for Me (GTA Remix)
- JWLS – Bashin’ (GTA 140 Mix)
- Kylie Minogue – Skirt (GTA Remix)
- Kaskade – Atmosphere (GTA Remix)
- Calvin Harris feat. Ayah Marar – Thinking About You (GTA Remix)

2014
- Iggy Azalea feat. Charli XCX – Fancy (GTA Remix)
- Destructo feat. YG – Party Up (GTA Remix)
- Skrillex ft. Niki & The Dove – Ease My Mind (GTA Remix)

2015
- Diplo & Álvaro ft. Kstylis – 6th Gear (GTA Remix)
- Kill The Noise – Saturn (GTA Remix)
- Rick Ross feat. Jay Z – Movin’ Bass  (GTA Remix)
- Crookers feat. Jeremih – I Just Can’t (GTA Remix)
- Galantis – Peanut Butter Jelly (GTA Remix)
- Rihanna – Bitch Better Have My Money (GTA Remix)
- Giraffage – Tell Me (GTA Remix)
- Craze – Bow Down (feat. Trick Daddy) (GTA Remix)

2016
- Yellow Claw & DJ Mustard feat. Ty Dolla Sign & Tyga – In My Room(GTA Remix)

### JWLS
Sencillos
- Let’s Swag (with Gianni Marino) (2012)
- Bashin’ (2012)
- Lagrimas (2012)

Remixes
- Simo T & Paris FZ - Dancing Alone (JWLS Extra Sauce Remix) (2011)
- Tommie Sunshine - Tonight’s The Night (JWLS Remix) (2011)
- Codes - Ready Aim Fire (JWLS Remix) (2011)
- Buraka Som Sistema - Tira o pe (JWLS Remix) (2012)
- From the Back (feat. Danny Brown) (JWLS Remix) (2012)
- Lady Chann - Darkness (JWLS Remix) (2012)
- 2 Edit - Datsun Tropicalia (JWLS Remix) (2012)
- Craze - Selekta (JWLS Remix) (2012)
- A-Trak & DJ Zink - Like The Dancefloor (JWLS Remix) (2012)

### Van Toth
Singles
- Don’t Stop (2010)
- Grimecoat! (2010)
- Banana (2010)
- Fang Shui (2010)
- How You Feelin’ (2010)
- Influences (2010)

Remixes
- Dub Kay - Let It Go (Van Toth Epic Remix) (2010)
- DJ DLG - Visions of Love (Van Toth Remix) (2011)
- Gina Turner - Giovanna (Van Toth Remix) (2012)